# 渡辺浩二
渡辺 浩二（わたなべ こうじ）は日本のメカニックデザイナー、キャラクターデザイナー、アニメーターである。

## 参加作品

### テレビアニメ
1994年
- 幽☆遊☆白書（1994年 - 1995年、原画）

1995年
- 神秘の世界エルハザード（1995年 - 1996年、デザインワークス）

1998年
- 異次元の世界エルハザード（デザインワークス）
- ロードス島戦記-英雄騎士伝-（作画監督）

1999年
- Blue Gender（1999年 - 2000年、メカデザイン・作画監督）

2001年
- 破邪巨星Gダンガイオー（メカ作画監督）
- ポケットモンスタークリスタル ライコウ雷の伝説（原画）

2002年
- ロックマンエグゼ（2002年 - 2003年、プロップデザイン）
- 天地無用! GXP（美術設定）
- ぷちぷり*ユーシィ（2002年 - 2003年、原画）
- ポケットモンスター サイドストーリー（原画）

2003年
- 住めば都のコスモス荘 すっとこ大戦ドッコイダー（OP原画）
- 銀河鉄道物語（2003年 - 2004年、メカニックデザイン・メカ作画監督）

2005年
- こいこい7（キャラクターデザイン・メカニックデザイン・作画監督）
- ゾイドジェネシス（作画監督）
- 絶対少年（作画監督）
- あかほり外道アワーらぶげ（メインアニメーター・作画監督）
- ラムネ（作画監督）
- ガイキング LEGEND OF DAIKU-MARYU（2005年 - 2006年、原画）

2006年
- TOKKO 特公（キャラクターデザイン・総作画監督・作画監督）
- 家庭教師ヒットマンREBORN!（2006年 - 2010年、メカデザイン・小物デザイン・エフェクト監修・メカ作画監督）

2007年
- 祝!(ハピ☆ラキ)ビックリマン（原画）
- がくえんゆーとぴあ まなびストレート!（原画、OP原画）
- ロビーとケロビー（2007年 - 2008年、キャラクターデザイン・作画監督）
- 神曲奏界ポリフォニカ（作画監督）

2008年
- もえがく★5（キャラクターデザイン・作画監督）

2009年
- VIPER'S CREED（プロップデザイン・作画監督・作画監督補佐）
- ねぎぼうずのあさたろう（原画）
- にゃんこい!（作画監督・原画）

2010年
- 忍たま乱太郎（作画監督）
- WORKING!!（作画監督・原画・OP原画・ED原画）
- ストライクウィッチーズ2（OP原画）
- 世紀末オカルト学院（作画監督）
- 屍鬼（作画監督・原画）

2011年
- 放浪息子（作画監督・原画）

2012年
- スマイルプリキュア!（原画）
- 宇宙兄弟（2012年 - 2014年、メカニックデザイン・メカ作画監督・作画監督・原画・OPメカ作画監督・EDメカ作画監督）

2013年
- ドキドキ!プリキュア（原画）
- 宇宙戦艦ヤマト2199（作画監督・原画）
- 生徒会の一存 Lv.2（作画監督）
- 銀河機攻隊 マジェスティックプリンス（ウルガルメカデザイン・メカ作画監督・作画監督・原画）
- 革命機ヴァルヴレイヴ（原画）

2014年
- 世界征服〜謀略のズヴィズダー〜（プロップデザイン・メカ作画監督）
- 龍ヶ嬢七々々の埋蔵金（遺跡デザイン・OP絵コンテ・演出・原画）
- デート・ア・ライブII（作画監督・原画）
- 俺、ツインテールになります。（作画監督・作画監督補佐・DN作画）

2015年
- 魔法少女リリカルなのはViVid（メカニックデザイン・作画監督）
- ガンスリンガー ストラトス（銃器設定・コンセプトデザイン・総作画監督・作画監督・原画・OP作画監督・OP原画）
- 城下町のダンデライオン（作画監督・作画監督補佐）

2016年
- アクティヴレイド -機動強襲室第八係-（総作画監督）
- 逆転裁判 〜その「真実」、異議あり!〜（キャラクターデザイン・OP作画監督）
- クオリディア・コード（プロップデザイン・メカ作画監督）
- ドリフェス!（作画監督）
- WWW.WORKING!!（作画監督）

2017年
- ROBOMASTERS THE ANIMATED SERIES（メカニックデザイン）
- エロマンガ先生（作画監督）
- Fate/Apocrypha（原画）
- アイドルマスターSideM（原画）

2018年
- ゴールデンカムイ（2018年 - 2020年、銃火器設定・プロップ設定〈第3期〉）
- PERSONA5 the Animation（作画監督）
- 異世界魔王と召喚少女の奴隷魔術（作画監督）
- あかねさす少女（サブキャラクターデザイン・プロップデザイン・作画監督）
- RErideD-刻越えのデリダ-（アニメキャラクターデザイン・総作画監督）
- ソラとウミのアイダ（作画監督）
- 火ノ丸相撲（作画監督）

2019年
- デート・ア・ライブIII（キャラクターデザイン・総作画監督）
- ルパン三世 グッバイ・パートナー（原画）
- ワンパンマン（作画監督）
- ロード・エルメロイII世の事件簿 -魔眼蒐集列車 Grace note-（作画監督）

2020年
- ネコぱら（作画監督）
- 啄木鳥探偵處（総作画監督）
- アイドリッシュセブン Second BEAT!（作画監督）
- ドラゴンクエスト ダイの大冒険（2020年 - 2022年、作画監督・原画）

2021年
- 装甲娘戦機（メカニカルデザイン）
- WAVE!!〜サーフィンやっぺ!!〜（作画監督）
- ルパン三世 PART6（2021年 - 2022年、メカ作画監督）

2022年
- 東京24区（作画監督）

2023年
- UniteUp!（作画監督）
- 私の百合はお仕事です!（総作画監督）
- マッシュル-MASHLE-（作画監督）
- ミギとダリ（総作画監督）

2024年
- 即死チートが最強すぎて、異世界のやつらがまるで相手にならないんですが。（作画監督）
- 神は遊戯に飢えている。（作画監督）
- 喧嘩独学（作画監督・総作画監督）
- ワンルーム、日当たり普通、天使つき。（作画監督）
- WIND BREAKER（作画監督）
- ばいばい、アース（作画監督）
- 魔王様、リトライ!R（プロップデザイン）
- ドラゴンボールDAIMA（2024年 - 2025年、作画監督）

2025年
- 魔法使いの約束（作画監督）
- カッコウの許嫁 Season2（作画監督）
- よふかしのうた Season2（作画監督）

### 劇場アニメ
1992年
- 劇場版サイレントメビウス2（原画）

2001年
- 劇場版ポケットモンスター セレビィ 時を超えた遭遇（原画）
- デジモンアドベンチャー02 ディアボロモンの逆襲（原画）
- キン肉マンII世（原画）

2002年
- デジモンテイマーズ 暴走デジモン特急（原画）
- ONE PIECE 珍獣島のチョッパー王国（原画）
- 劇場版ポケットモンスター 水の都の護神 ラティアスとラティオス（原画）
- デジモンフロンティア 古代デジモン復活!!（原画）
- キン肉マンII世 マッスル人参争奪! 超人大戦争（原画）

2003年
- ONE PIECE THE MOVIE デッドエンドの冒険（原画）
- ラーゼフォン 多元変奏曲（原画）
- 劇場版ポケットモンスター アドバンスジェネレーション 七夜の願い星 ジラーチ（原画）

2004年
- スチームボーイ（原画）

2006年
- 真救世主伝説 北斗の拳 ラオウ伝 殉愛の章（原画）
- デジモンセイバーズ THE MOVIE 究極パワー!バーストモード発動（原画）

2010年
- 宇宙ショーへようこそ（プロダクションデザイン・メカニック作画監督・レイアウト）
- 劇場版 機動戦士ガンダム00 -A wakening of the Trailblazer-（原画）

2011年
- 劇場版 そらのおとしもの 時計じかけの哀女神（作画監督協力）

2012年
- ストライクウィッチーズ 劇場版（作画監督）

2013年
- 映画 ドキドキ!プリキュア マナ結婚!!?未来につなぐ希望のドレス（原画）

2014年
- 大きい1年生と小さな2年生（作画監督補佐）
- 宇宙兄弟#0（メカニックデザイン・総作画監督）

2015年
- 劇場版デート・ア・ライブ 万由里ジャッジメント（キャラクターデザイン・総作画監督）
- デジモンアドベンチャー tri. 第1章「再会」（総作画監督）

2016年
- デジモンアドベンチャー tri. 第2章「決意」（サブキャラクターデザイン・総作画監督）
- 劇場版マジェスティックプリンス 覚醒の遺伝子（ウルガルメカデザイン・作画監督）
- デジモンアドベンチャー tri. 第3章「告白」（サブキャラクターデザイン・総作画監督）

2017年
- デジモンアドベンチャー tri. 第4章「喪失」（サブキャラクターデザイン・総作画監督）
- 劇場版 FAIRY TAIL -DRAGON CRY-（作画監督）
- デジモンアドベンチャー tri. 第5章「共生」（サブキャラクターデザイン・総作画監督・原画）

2018年
- 映画 プリキュアスーパースターズ!（原画）
- デジモンアドベンチャー tri. 第6章「ぼくらの未来」（サブキャラクターデザイン・総作画監督・原画）

2020年
- デジモンアドベンチャー LAST EVOLUTION 絆（原画）
- 魔女見習いをさがして（原画）

2022年
- 映画 デリシャスパーティ♡プリキュア 夢みる♡お子さまランチ!（作画監督）

### OVA
1992年
- 機神兵団（ - 1993年、メカニックデザイン・作画監督補・原画）

1993年
- THE八犬伝〜新章〜（ - 1995年、原画）

1994年
- 新キューティーハニー（ - 1995年、原画）

1995年
- 神秘の世界エルハザード（キャラクターワークス・作画監督）

1997年
- バトルアスリーテス大運動会（ - 1998年、デザインワークス）
- フォトン（ - 1999年、デザインワークス・作画監督・原画）
- それゆけ!宇宙戦艦ヤマモト・ヨーコII（原画）

1999年
- てなもんやボイジャーズ（原画）
- 太陽の船 ソルビアンカ（メカニックデザイン・メカ作画監督）

2001年
- R.O.D -READ OR DIE-（ - 2002年、原画）

2003年
- サクラ大戦 エコール・ド・巴里（作画監督）

2006年
- FREEDOM（ - 2008年、原画）

2010年
- 異世界の聖機師物語（キャラクター作画監督・メカ作画監督）

### Webアニメ
- ペンギン娘♥はぁと（2008年、OPデザイン協力・OP原画）
- BASTARD!! -暗黒の破壊神-（2022年、作画監督）